# Ernest Lehman
Ernest Lehman (* 8. Dezember 1915 in New York City; † 2. Juli 2005 in Los Angeles) war ein US-amerikanischer Drehbuchautor. Er schrieb für einige Filmklassiker wie Der unsichtbare Dritte, West Side Story und Meine Lieder – meine Träume die Drehbücher. 2001 erhielt er den Ehrenoscar für sein Lebenswerk.

## Leben
Ernest Lehman wuchs als Kind einer wohlhabenden Familie in Long Island auf. Die Weltwirtschaftskrise reduzierte allerdings das Familienvermögen. Lehman schloss ein Studium auf dem College of the City of New York ab und fing an, als freischaffender Autor zu schreiben. Da er diese Beschäftigungsform als unsicher betrachtete, arbeitete er als Texter für eine Werbeagentur. Die so gesammelten Erfahrungen verwendete er als Grundlage für seinen Roman Mein Schicksal in deiner Hand.
Lehman schrieb zahlreiche Kurzgeschichten und Novellen für Zeitschriften wie Collier’s, Redbook und Cosmopolitan. Damit zog er die Aufmerksamkeit Hollywoods auf sich und wurde Mitte der 1950er Jahre vom Studio Paramount Pictures als Autor engagiert. Sein erster Film Die Intriganten wurde ein Erfolg. Er schrieb anschließend am Drehbuch zu Sabrina mit, der ebenfalls zum Kinoerfolg wurde.
Als einer von wenigen war Lehman davon überzeugt, eine Kinoversion von Wer hat Angst vor Virginia Woolf? erstellen zu können. Er überzeugte Studioboss Jack L. Warner davon, und der fertige Film wurde von der Kritik hochgelobt und für mehrere Oscars nominiert, unter anderem für das beste Drehbuch.
Lehmans einzige Regiearbeit war die 1972 gedrehte Romanverfilmung Portnoy’s Complaint. 1979 beendete er seine Karriere als Drehbuchautor, mit einigen Ausnahmen für Fernseharbeit.
Von 1983 bis 1985 war Lehman Präsident der Autorenvereinigung Writers Guild of America.
Am 2. Juli 2005 starb Lehman nach längerer Krankheit im UCLA Medical Center.

## Privates
Lehman war in erster Ehe von 1942 bis 1994 bis zu ihrem Tod mit Jacqueline verheiratet, daraus stammen zwei Kinder. Er heiratete schließlich Laurie, mit der er im Alter von 86 Jahren noch einmal Vater wurde.

## Auszeichnungen
Lehman wurde sechsmal für den Oscar nominiert und erhielt schließlich 2001 einen Ehrenoscar für sein Lebenswerk – als erster Drehbuchautor.

## Filmografie
- 1954: Die Intriganten (Executive Suite) – Regie: Robert Wise
- 1954: Sabrina (Sabrina) – nach einem Bühnenstück von Samuel A. Taylor – Regie: Billy Wilder
- 1956: Der König und ich (The King and I) – nach dem Roman „Anna und der König von Siam“ von Margaret Landon und dem gleichnamigen Musical – Regie: Walter Lang
- 1956: Die Hölle ist in mir (Somebody Up There Likes Me) – nach der Autobiographie von Rocky Graziano – Regie: Robert Wise
- 1957: Dein Schicksal in meiner Hand (Sweet Smell of Success) – Drehbuch nach einer eigenen Kurzgeschichte – Regie: Alexander Mackendrick
- 1959: Der unsichtbare Dritte (North by Northwest) – Regie: Alfred Hitchcock
- 1960: Von der Terrasse (From the Terrace) – Regie: Mark Robson
- 1961: West Side Story (West Side Story) – nach dem gleichnamigen Musical – Regie: Robert Wise, Jerome Robbins
- 1963: Der Preis / Kein Lorbeer für den Mörder (The Prize) – Regie: Mark Robson
- 1965: Meine Lieder – meine Träume (The Sound of Music) – Regie: Robert Wise
- 1966: Wer hat Angst vor Virginia Woolf? (Who’s Afraid of Virginia Woolf?) – nach dem gleichnamigen Bühnenstück von Edward Albee – Regie: Mike Nichols
- 1969: Hello, Dolly! (Hello, Dolly!) – nach dem gleichnamigen Musical – Regie: Gene Kelly
- 1971: Portnoys Beschwerden (Portnoy’s Complaint) – Drehbuch nach dem Roman Portnoys Beschwerden von Philip Roth, auch Regie und Produktion durch E. L.
- 1976: Familiengrab (Family Plot) – Regie: Alfred Hitchcock
- 1977: Schwarzer Sonntag (Black Sunday) – Regie: John Frankenheimer
- 1979: Victor Charlie ruft Lima Sierra (The French Atlantic Affair) (Miniserie) – Regie: Douglas Heyes